# Sacramento Surge
Els Sacramento Surge van ser una franquícia de futbol americà que participà en la World League de futbol americà durant els anys 1991 i 1992. L'equip jugà al Hornet Stadium. Va guanyar la World Bowl l'any 1992. Amb la suspensió d'operacions de la competició de l'any 1992 l'equip va traspassar fronteres i ingressà a la Canadian Football League on canvià el nom pel de Sacramento Gold Miners.